# KkStB 54
KkStB 54 вантажні паротяги з тендером Ц.к.Австрійської Державної залізниці і приватних залізниць, зокрема Галицької Трансверсальної залізниці.

## Історія
Для Галицької Трансверсальної залізниці локомотивнобудівні фабрики віденські Floridsdorf, Wiener Neustädter і берлінська Borsig виготовили 40 паротягів (1884-1885), що отримали позначення  	GalTrB 1111-GalTrB 1152, згодом KkStB 54.01-.40. Після війни ці паротяги потрапили до PKP (22 машини) як серія Th17 (списані 1924), FS як серія 217, CFR, де не отримали нового позначення серії.
Для Залізниці імені Кронпринца Рудольфа (нім. Kronprinz Rudolf-Bahn) (KRB) Lokomotivfabrik Floridsdorf випустила 7 паротягів (1873-1879), що отримали позначення KRB 130 "KLACHAU", 132 "EBENSEE", 134 ""KAINISCH, 136 "HALLSTATT", 138 "STEG", 140 "HAUSRUCK", 142 "LAUFFEN", та 2 для Pontebbana - Tarv.-P. 200 "WISCHBERG", Tarv.-P. 202 "DOBRACZ". Усі паротяги згодом отримали позначення серії 5104-12, а з 1892 KkStB 54.41–47. для Моравсько-сілезької центральної залізниці (нім. Mährisch-Schlesische Centralbahn) (MSCB) фабрика Floridsdorf виготовила 14 паротягів (1872/73). Після війни паротяги залізниці потрапили до PKP (Th17), ČSD (313.1 до 1930-х років), BBÖ (54.51 до 1925).
Технічні характеристики паротягів серій 54.01–40, 54.41–49, 54.60, 54.50–63 могли дещо різнитись.

### Технічні дані паротяга KkStB 54
|                                  |                                                            |
| Розміри                          | Параметри                                                  |
| Роки випуску                     |                                                            |
| Країна-виробник                  | Австро-Угорська імперія                                    |
| Завод-виробник                   | Wr. Neustadt • Floridsdorf                                 |
| Ширина колії                     | 1435 mm                                                    |
| Тип                              | Cn2                                                        |
| Кількість циліндрів              | 2                                                          |
| Діаметр циліндрів                | 445 мм                                                     |
| Хід поршня                       | 632 мм                                                     |
| Тиск пари                        | 9/10 атм.                                                  |
| Довжина                          | мм                                                         |
| Висота                           | мм                                                         |
| Діаметр рушійних коліс           | 1175–1180 мм                                               |
| Загальна база рухомих коліс      | 3.050 мм                                                   |
| Загальна колісна база з тендером | 10238 мм                                                   |
| Кількість труб нагрівання        | 200 • 186 • 200 • 201                                      |
| Площа труб нагрівання            | 132,2 м² • 124,5 м² • 132,2 м² • 133,0 м²                  |
| Площа зони нагріву               | 8,8 м² • 8,6 м² • 8,8 м² • 11,0 м²                         |
| Площа колосникових ґрат          | 1,85 - 1,8 м²                                              |
| Тендер                           | 12, 16 • 8, 10, 18, 22, 31, 34, 36, 40, 66 • 8, 22 • 8, 22 |
| Маса паротяга порожнього         | 35,1 т                                                     |
| Маса паротяга робоча             | 39,0 т                                                     |
| Зчіпна маса локомотива           | т                                                          |
| Швидкість                        | 45 км/год                                                  |